# Huehuetoca
Huehuetoca è una città capoluogo dell'omonimo comune del Messico, situato nel nord dello stato di Messico, al confine con lo stato di Hidalgo, distante circa 40 km da Città del Messico è l'ultimo comune al nord ad appartenere alla "Zona Conurbana de la Ciudad de Mexico".

## Origini del nome
Il nome "Huehuetoca" deriva dal Nahuatl huehuetocan , che ha diverse interpretazioni. La radice duplicata huēhue porta il significato "vecchio" o "antico", ma l'etimologia del resto è dibattuta. Alcune fonti interpretano tocan come "seguito" o "lingua".

## Storia
La città ebbe origine con la migrazione di un gruppo Chichimeca guidato da Mixcóatl  ell'area intorno al 528 dc. Il villaggio originale di Huehuetocan fu distrutto dagli Otomi di Xaltocan i quali furono poi sconfitti dagli Huexotzincas, dai Tlaxcaltecas, dai  Totomihuacas di Cholollan e dai Cuauhtinchantlaca di Tepeyac. Gli ultimi nativi a controllare il villaggio furono i Tecpaneca. Dopo la conquista del Messico da parte degli spagnoli, Huehuetoca, insieme a Cuautitlán, Zumpango e Xaltocán furono dati al conquistatore Alonso de Avila come encomienda, ovvero come una sorta di territorio feudale. La zona fu evangelizzata dai francescani con sede a Cuautitlán, si pensa che la prima chiesa sia stata fondata da frate Pedro de Gante. Verso la metà del 1500, Huehuetoca e altri tredici villaggi vicini erano gestiti da un'autorità laica, contro il volere degli indiani locali. All'inizio del 1600, Huehuetoca fu scelta come sede di uno dei primi progetti di drenaggio per la Valle del Messico. A partire dal 1607, l'ingegnere Enrico Martínez, persuase le autorità vicereali spagnole della necessità di costruire un canale per drenare e deviare le acque della Valle, oggi ridotto a fogna a cielo aperto. Il progetto attirò l'attenzione di importanti ingegneri e politici, tra cui lo stesso viceré Luis de Velasco II. L'opera richiese circa 200 anni per essere completata, la Casa de Los Virreyes, nel centro storico, risale a quell'epoca. Dal 2008, la città rientra nel progetto di ordinamento territoriale e gestione urbana chiamato Città Bicentenarie.

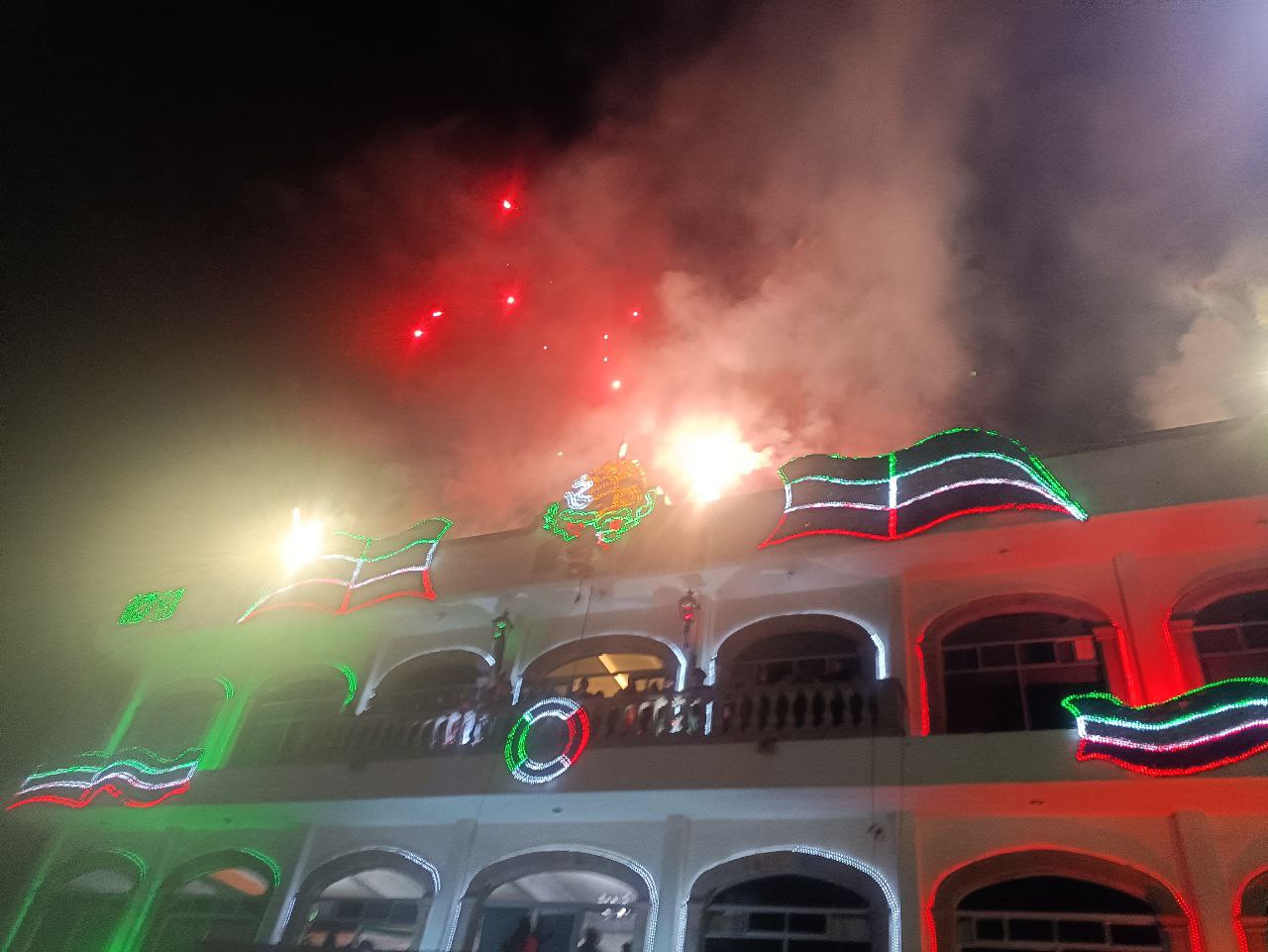
Municipio di Huehuetoca durante il "Día de la independencia de Mexico"

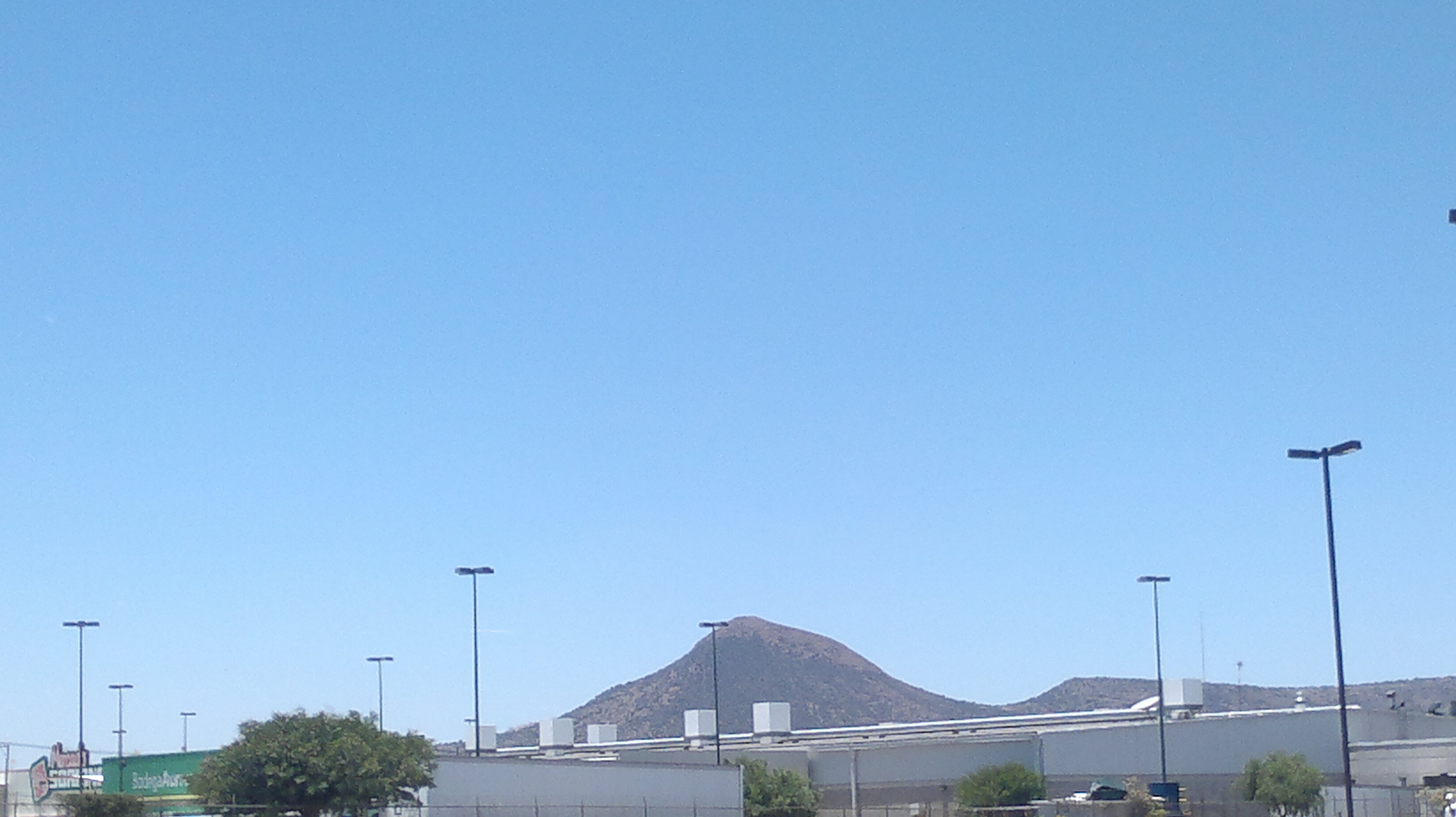
Cerro Sincoque visto dalla colonia Casa Nueva

## Politica e ordinamento territoriale
Come tutti i comuni del Messico, le elezioni del sindaco e della giunta comunale, si tengono ogni tre anni, secondo la pagina web del comune, il consiglio municipale è composto da: Presidente Municipal, (sindaco), un Síndico Municipal (fiduciario), 9 Regidores (consiglieri comunali), un Secretario (segretario comunale), un Tesorero Municipal (tesoriere comunale), e altri dipendenti comunali, dagli anni '60 il comune ha avuto una mala gestione governativa a causa della corruzione a livello comunale che al 2025 non era ancora stata risolta.
| CRONOLOGIA DEI PRESIDENTI MUNICIPALI (SINDACI) \| Presidente municipale \| Partito \| Periodo \| \| ----------------------------- \| ------------ \| --------- \| \| Marco Antonio Velásquez Reyna \| PAN \| 1997-2000 \| \| Ramiro Martínez Ortega \| PRI \| 2000-2003 \| \| Ignacio Reyna Corona \| PAN \| 2003-2006 \| \| Salvador Quezada Ortega \| PRI-VERDE \| 2006-2009 \| \| Juan Manuel López Adan \| PRI \| 2009-2012 \| \| Benito Jiménez Martínez \| PAN \| 2012-2015 \| \| José Luis Castro Chimal \| PAN \| 2015-2018 \| \| José Luis Castro Chimal \| PAN \| 2019-2021 \| \| Milton Castañeda Díaz \| PAN \| 2022-2024 \| \| Juan Manuel López Adán \| MORENA-VERDE \| 2025-2027 \| |              |           |
| Presidente municipale | Partito      | Periodo   |
| --- | ------------ | --------- |
| Marco Antonio Velásquez Reyna | PAN          | 1997-2000 |
| Ramiro Martínez Ortega | PRI          | 2000-2003 |
| Ignacio Reyna Corona | PAN          | 2003-2006 |
| Salvador Quezada Ortega | PRI-VERDE    | 2006-2009 |
| Juan Manuel López Adan | PRI          | 2009-2012 |
| Benito Jiménez Martínez | PAN          | 2012-2015 |
| José Luis Castro Chimal | PAN          | 2015-2018 |
| José Luis Castro Chimal | PAN          | 2019-2021 |
| Milton Castañeda Díaz | PAN          | 2022-2024 |
| Juan Manuel López Adán | MORENA-VERDE | 2025-2027 |

## Urbanistica e problemi di espansione

### Quartieri
La città è suddivisa in 22 "colonias" o quartieri, il centro storico comprende anche l'unica via pedonale della città, sulla quale si affaccia il mercato pubblico.
| QUARTIERI E POPOLAZIONE (DATI DEL 2020) \| DENOMINAZIONE \| POPOLAZIONE \| \| Unidad Santa Teresa dalla 1 alla 9 \| 56 460 \| \| Huehuetoca Centro \| 11 760 \| \| Ex-hacienda de Jalpa \| 9 105 \| \| San Bartolo \| 11 134 \| \| Salitrillo \| 7 699 \| \| San Miguel Jagüeyes \| 4 201 \| \| San Pedro Xalpa \| 4 168 \| \| URBI Villa del Rey \| 3 616 \| \| Santa María \| 3 604 \| \| El Dorado \| 2 964 \| \| Unidad San Miguel Jagüeyes \| 2 919 \| \| Jorobas \| 2 439 \| \| Casa Nueva \| 1 578 \| \| La Cañada \| 1 220 \| \| Totale Municipio \| 163 244 \| |             |
| --- | ----------- |
| DENOMINAZIONE | POPOLAZIONE |
| Unidad Santa Teresa dalla 1 alla 9 | 56 460      |
| Huehuetoca Centro | 11 760      |
| Ex-hacienda de Jalpa | 9 105       |
| San Bartolo | 11 134      |
| Salitrillo | 7 699       |
| San Miguel Jagüeyes | 4 201       |
| San Pedro Xalpa | 4 168       |
| URBI Villa del Rey | 3 616       |
| Santa María | 3 604       |
| El Dorado | 2 964       |
| Unidad San Miguel Jagüeyes | 2 919       |
| Jorobas | 2 439       |
| Casa Nueva | 1 578       |
| La Cañada | 1 220       |
| Totale Municipio | 163 244     |

Note:
La colonia San Miguel Jagüeyes si distingue dalla simile (nel nome), Unidad San Miguel Jagüeyes che è una colonia militare abitata quasi unicamente da militari e dalle loro famiglie, conosciuta anche come "Campo militar 37C". Gli abitanti delle colonie di El Dorado e URBI Villa del Rey, non sono reali in quanto numerose persone hanno lì la residenza, ma effettivamente, per motivi di lavoro, vivono a Città del Messico e vi si recano solo alcune volte all'anno o il fine settimana.

### Zone commerciali
- Calle Peatonal Sor Juana Ines de la Cruz (centro storico)

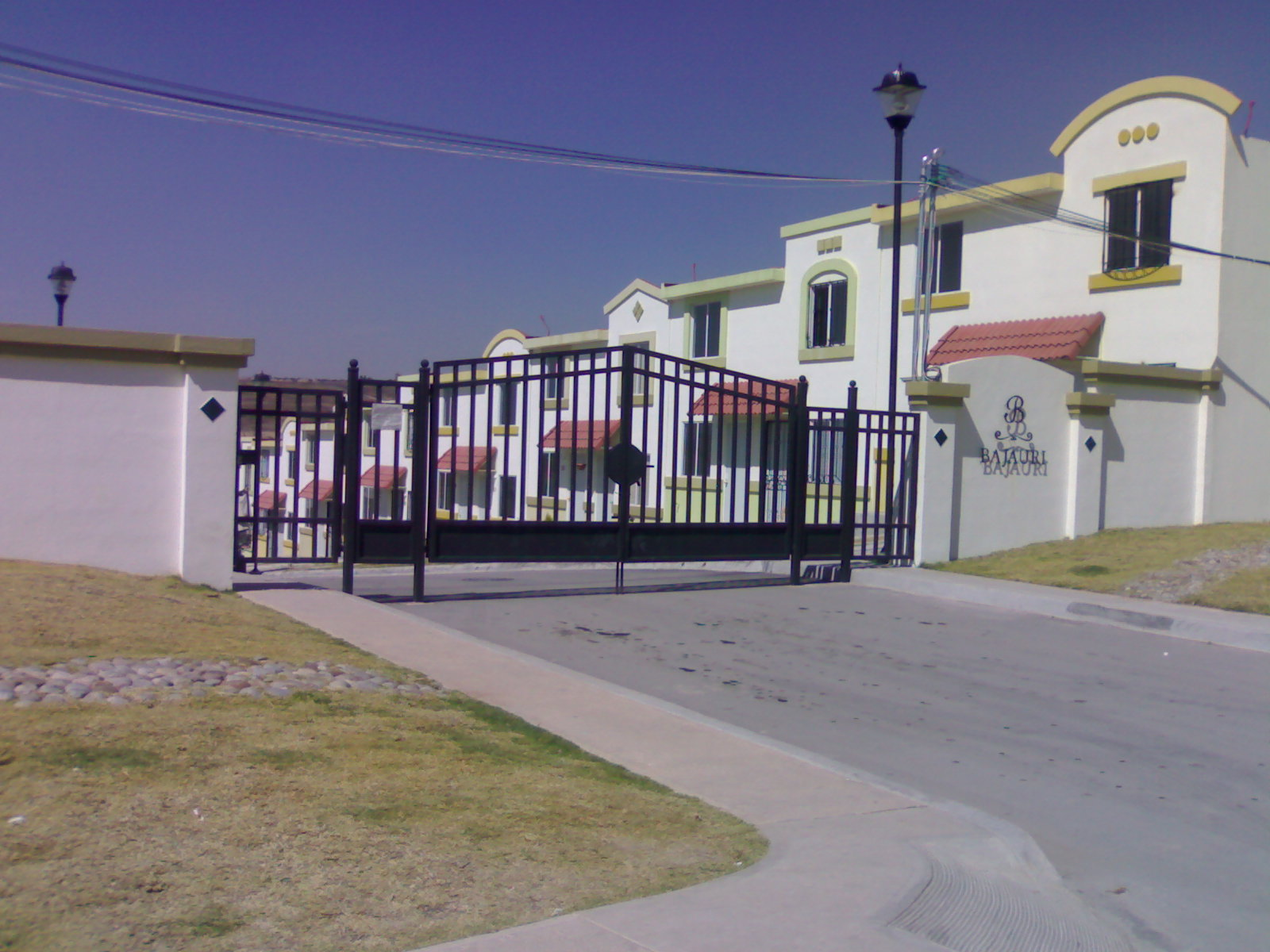
Colonia URBI Villa del Rey nel 2022

- Mercado publico (centro storico)
- Plaza Huehuetoca (Casa Nueva)
- Plaza Cañada (Santa Teresa 2)

### Problemi di espansione
Dagli anni '40 del 900, l'immigrazione proveniente da altri stati del Messico, composta da persone in stato di povertà, che cercavano lavoro a Città del Messico, ma non avevano la disponibilità economica di affittare o comprare in città, cominciò a far crescere la città, nuovi quartieri vennero costruiti verso Teoloyucan e sull'altro lato del canale, che in mancanza di una rete fognaria, cominciò ad essere usato come fogna a cielo aperto. Nel 2006 venne annunciata l'intenzione di costruire la "Ferrovia Suburbana", che passando per Teoloyucan e Cuautitlàn, avrebbe contribuito a decongestionare le varie arterie che portavano a Città del Messico. Tuttavia la "Ferrovia Suburbana", venne costruita solo fino a Cuautitlàn, il restante tratto più volte promesso al 2025 è ancora in stallo.
Nel 2007 la città è stata inserita all'interno del nuovo ordinamento territoriale e gestione urbana chiamato "Città Bicentenarie". Dal 2008, la costruzione di nuovi quartieri, ha causato una crescita disordinata del comune, anche a causa della corruzione delle autorità locali e statali, che ha portato ad un deterioramento delle zone agricole e delle aree naturali, tanto che la mancanza di acqua potabile nei nuovi quartieri è una costante, ed un aumento dell'insicurezza, dovuto alla cattiva gestione della pianificazione urbana; vari promotori immobiliari hanno annunciato l'intenzione di costruire oltre 25.000 case nel comune nei prossimi anni.
Negli ultimi anni, l'incuria dovuta alla cattiva amministrazione, a fatto si che le strade della città si siano riempite di montagne di rifiuti e di decine di cani randagi, rognosi e aggressivi e le autorità non stanno facendo assolutamente nulla per risolvere questi problemi.

## Clima
Essendo situata ad un'altitudine media di 2250metri, le escursioni climatiche tra il giorno e la notte sono particolarmente accentuate con variazioni tra i 25° di giorno e 1° di notte, le notti, in particolar modo nei mesi di dicembre, gennaio e febbraio, possono essere particolarmente fredde.

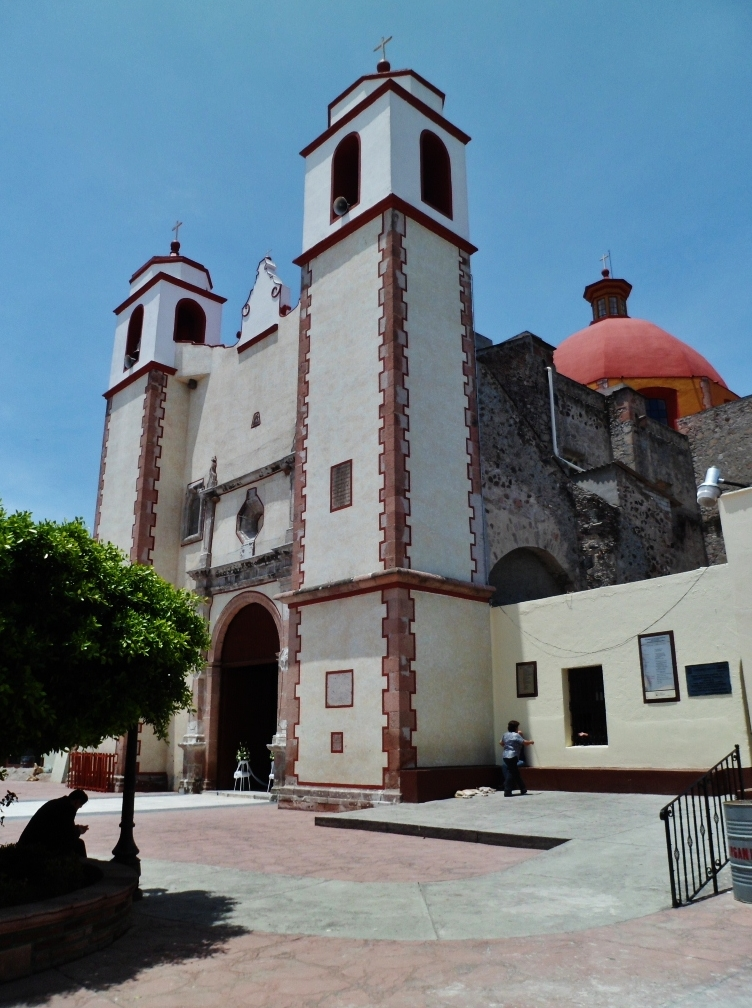
Parroquia de San Pablo Apóstol

| Mesi                                                                             | Gen. | Feb. | Mar. | Apr. | Mag. | Giu. | Lug. | Ago. | Set. | Ott. | Nov. | Dic. |
| -------------------------------------------------------------------------------- | ---- | ---- | ---- | ---- | ---- | ---- | ---- | ---- | ---- | ---- | ---- | ---- |
| Temp. Max. °C                                                                    | 24   | 28   | 33   | 36   | 35   | 33   | 26   | 25   | 23   | 23   | 24   | 24   |
| Temp. Min. °C                                                                    | -1   | 5    | 7    | 10   | 11   | 7    | 10   | 7    | 10   | 8    | 5    | 1    |
| Piogge mm.                                                                       | 8    | 26   | 20   | 32   | 64   | 163  | 170  | 165  | 149  | 73   | 24   | 14   |
| Fonte: Instituto Nacional de Geografia y estadistica (INEGI). Periodo: 2023-2024 |      |      |      |      |      |      |      |      |      |      |      |      |

## Monumenti e luoghi d'interesse
La città si trova sul tracciato dell'antico "Camino Real de Tierra Adentro", che da Città del Messico arrivava fino al Texas, il ponte di pietra denominato "La Cañada", appartiene al cammino, ma non rientra nei siti protetti dall'UNESCO che si trovano sul tracciato. Sparse tra la moderne e brutte costruzioni in cemento armato del centro storico, si trovano ancora alcune case costruite in epoca coloniale. Vi sono inoltre i seguenti siti di maggior importanza storica, alcuni sono risalenti al periodo coloniale spagnolo:
- Parroquia de San Pablo Apóstol (centro storico, costruita nel XVI secolo, durante il periodo coloniale è l'edificio più antico di Huehuetoca.)
- Parque Museo del Ferrocarril Huehuetoca (centro storico, ex stazione ferroviaria, inaugurato l'8 agosto 2017, dispone di un'esposizione permanente di oggetti appartenenti alla vecchie ferrovie FNM e una serie di fotografie d'epoca, vi si tengono mostre temporanee sempre in ambito ferroviario)
- Segunda sección del Museo del Ferrocarril (centro storico, inaugurato il 9 novembre 2019, conosciuto anche come "Parque Central", è un'estensione del Museo del Ferrocarril ed espone la vecchia locomotiva a vapore n°3031 Niagara, una delle più grandi che circolarono sulla rete ferroviaria Messicana)
- Presidencia Municipal de Huehuetoca (centro storico)
- Casa de los Virreyes (centro storico, costruita nel XVII secolo)[2]
- Puente de piedra "La Cañada" (centro storico, ponte in pietra di epoca coloniale, oggi pedonale è parte dell'antico Camino Real de Tierra Adentro)
- Capilla Del Calvario (colonia Salitrillo)
- Acueducto de Huehuetoca, construito nel 1607 (Liberamiento a Jorobas, zona Puente Grande)
- Parroquia De San Miguel Arcangel (colonia San Miguel De Los Jagüeyes)
- Cerro Sincoque o Cerro de las tres Cruzes (colonia Urbi Villa del Rey)

## Infrastrutture e trasporti

### Autobus urbani
Numerose linee di "Combis" partono dalla piazza principale collegando tutti i quartieri, fino alla stazione ferroviaria di Cuautitlàn, da dove partono i treni per Città del Messico.

### Autobus extraurbani
Dall'autostazione situata nel quartiere di Santa Teresa 2, a circa 5 km dal centro, partono numerosi autobus per le seguenti destinazioni: 
- Città del Messico, Terminal del Norte e metro L5
- Città del Messico, Metro Toreo Cuatro Caminos L2

Treno merci nelle vicinanze della stazione

- Città del Messico, Metro Cuitlàhac L2
- Tula de Allende

Dalla fermata posta sotto il ponte autostradale di Jorobas, a circa 5 km dal centro, è possibile prendere autobus per: 
- Tepeji del Rio
- Jilotepec
- Aculco
- Celaya e Leòn
- Queretaro, (dove sono possibili coincidenze per Guadalajara, Monterrey, San Luis Potosì, Ciudad Juarez e numerose altre località).
- Città del Messico, Metro Cuitlàhac L2
- Città del Messico, Metro El Rosario L6 e L7

### Treno
Fino al 1999 la città disponeva di una stazione ferroviaria con treni per Città del Messico, (a sud), Tula, San Juan del Rio, Quertaro, (a Nord), dopo la privatizzazione del servizio ferroviario, i treni passeggeri sono stati cancellati, rimanendo solo il servizio merci. Da oltre 10 anni è in progetto un'estensione del Tren Suburbano, (che attualmente parte da Città del Messico e termina a Cuautitlàn), ma nonostante le promesse il progetto è tuttora solo sulla carta.

### Aereo
Gli aeroporti più vicini sono quelli di Città del Messico AICM (MEX), a circa 65 km, e Città del Messico AIFA, (NLU, inaugurato nel marzo 2022), a 36 km, l'aeroporto di Queretaro (QRO), a nord, dista 158 km.

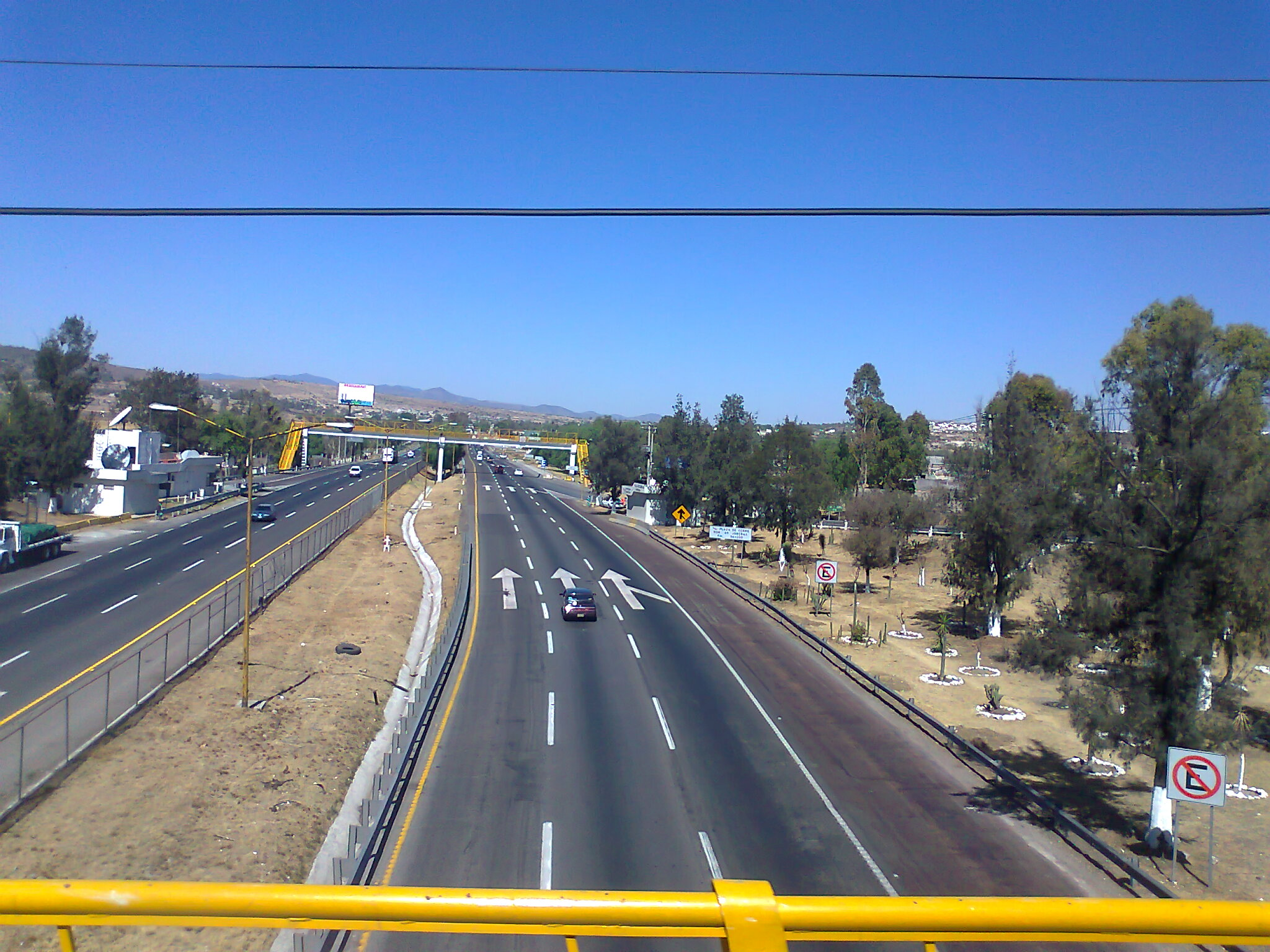
Autopista 57D México-Querétaro

### Autostrade e strade federali
- L'autopista 57D, collega Città del Messico e Queretaro passando per Tepji del Rio, (a pedaggio).
- Il Circuito exterior Mexiquense, (estensione dell'autopista 57D), collega Jorobas a San Marcos Huixtoco, passando per Ecatepec, (a pedaggio).
- L'autopista 87, collega Jorobas a Tula passando per il terminal degli autobus Santa Teresa 2, (gratuita).
- La carretera federal 6, collega Tepotzotlán a Apaxco de Ocampo passando per il centro di Huehetoca, (gratuita).
- La carretera Jorobas-Tepotzotlàn, collega le rispettiva località, passando per Santa Cruz del Monte, nel comune di Coyotepec. (gratuita)